# خليل القصاص (عزبة)
عزبة خليل القصاص، عزبة تابعة لقرية إبطو بالوحدة المحلية لقرية العجوزين، التابعة لمركز دسوق، التابع لمحافظة كفر الشيخ في جمهورية مصر العربية.